# Gérygone de Rennell
Gerygone citrina
Espèce
Statut de conservation UICN

LC : Préoccupation mineure
La Gérygone de Rennell (Gerygone citrina) est une espèce d'oiseaux de la famille des Acanthizidae endémique de l'île de Rennell.

## Répartition et habitat
Cet oiseau est endémique de l'île de Rennell. Son habitat naturel est la forêt humide et les montagnes tropicales et subtropicales. 

## Description
Gerygone citrina pèse en moyenne 7,5 g et mesure 100 mm. L'adulte a la gorge blanc grisâtre, le haut du poitrail blanc et le bas du poitrail, le vente et les flancs jaune soufre. Son dos et ses plumes sont verdâtres. 

## Systématique
Le nom valide complet (avec auteur) de ce taxon est Gerygone citrina Mayr, 1931.
Cette espèce a été considérée comme étant une sous-espèce de la Gérygone mélanésienne mais est considérée depuis 2021 comme une espèce à part entière par l'Union internationale des ornithologues .